# Emmanuel Mayonnade
Emmanuel Mayonnade (født. 12. juni 1983) er en fransk cheftræner, som træner den fransk storklub Metz Handball's kvindehold.
Han var med til at vinde VM-guld for Holland, ved VM i kvindehåndbold 2019 i Japan, efter finalesejr over Spanien, med cifrene 30-29.

## Meritter

### Træner
- Championnat de France:
  - Vinder: 2016, 2017

- Coupe de France:
  - Vinder: 2009, 2017

- EHF Challenge Cup:
  - Vinder: 2011

Inviduelle priser
- Championnat de France Bedste træner: 2010, 2016, 2017, 2018